# Ilvermorny
Ilvermorny Hogeschool voor Hekserij en Hocus Pocus (Engels: Ilvermorny School of Witchcraft and Wizardry) is de Amerikaanse toverschool, bedacht door de schrijfster J.K. Rowling als onderdeel van de wereld van Harry Potter. De school is gevestigd op Mount Greylock in de hedendaagse staat Massachusetts. De school aanvaardt studenten uit heel Noord-Amerika. Studenten van deze school worden, net als op Zweinstein in Schotland, gesorteerd in vier afdelingen.
De school wordt voor het eerst vermeld in 2016, in een kort verhaal van Rowlings op de website Pottermore. Tevens wordt de school genoemd in de film Fantastic Beasts and Where to Find Them. 

## Historie
De Ierse Isolde Sayre was in 1620 met de Mayflower naar Amerika gevlucht. Op de top van de hoogste piek van Mount Greylock in de Berkshires van West-Massachusetts bouwde zij een granieten stenen huis, samen met de dreuzel James Steward. Zij noemde het huis Ilvermorny, naar haar geboortehuis in Ierland. Sayre en Steward vormden het huis om tot een school, en bouwden het steeds verder uit totdat het een kasteel werd. Leerlingen waren afkomstig van Europese kolonisten en inheemse indianenstammen.
De voordeuren van Ilvermorny zijn aan weerszijden versierd met marmeren beelden van Sayre en Steward. Het kasteel is verborgen door verschillende betoveringen die de school soms in een krans van mistige wolken verhult.
Ilvermorny wordt beschouwd als een van de meest democratische toverscholen en tevens een van de minst elitaire.

## Afdelingen
Er zijn vier afdelingen, genoemd naar fabeldieren: Wapmus, Serpent, Pukwudgie, Dondervogel. Deze dieren vinden hun oorsprong in de folklore van diverse indianenstammen. Zo komt de Pukwudgie uit de folklore van de Wampanoag, een indianenstam in Massachusetts.

## Uniform
De gewaden van Ilvermorny zijn blauw en veenbes. De kleuren eren Isolde en James: blauw omdat het de favoriete kleur van Isolde was en omdat ze als kind bij Ravenklauw wilde zitten; veenbes ter ere van James' liefde voor veenbessentaart. Alle gewaden van de studenten worden vastgemaakt met een Gordiaanse Knoop, ter nagedachtenis aan de broche die Isolde vond in de ruïnes van het oorspronkelijke Ilvermorny-huis.

## Bekende studenten
- Seraphina Picquery
- Queenie Goldstein
- Porpentina Goldstein.

## Trivia
- Ilvermorny is de enige bekende toverschool met als mede-stichter een Dreuzel.
- Ilvermorny is de jongste bekende toverschool.